# Thea Rubley
Thea Rubley (* 3. Mai 1989 in Colorado Springs, Colorado) ist eine US-amerikanische Schauspielerin.

## Leben
Rubley wurde als das jüngste von fünf Geschwistern als Tochter einer Opernsängerin geboren. Ihre ältere Schwester ist die Schauspielerin Anna Rubley. Sie machte 2011 ihren Bachelor of Fine Arts in Schauspiel an der University of Southern California. Sie wohnt in Los Angeles.
2013 debütierte sie als Schauspielerin in einer Episodenrolle der Fernsehserie JewDate. 2014 folgten eine Besetzung im Kurzfilm Zugzwang und eine Nebenrolle in dem Spielfilm The Secret – Ein tödliches Geheimnis. Ein Jahr später war sie in dem Spielfilm Patchwork zu sehen. 2019 hatte sie eine Filmrolle in Man Camp.

## Filmografie
- 2013: JewDate (Fernsehserie, Episode 1x04)
- 2014: Zugzwang (Kurzfilm)
- 2014: The Secret – Ein tödliches Geheimnis (Free Fall)
- 2015: Patchwork
- 2019: Man Camp